# Marathon féminin aux championnats du monde d'athlétisme 1997
Navigation
Göteborg 1995 Séville 1999
L'épreuve du marathon féminin des championnats du monde d'athlétisme 1997 s'est déroulée le 9 août 1997 dans les rues  d'Athènes, en Grèce, avec une arrivée au Stade olympique. Elle est remportée par la Japonaise Hiromi Suzuki.

## Résultats
| Rang               | Athlète                 | Pays           | Temps           | Notes |
| ------------------ | ----------------------- | -------------- | --------------- | ----- |
| Médaille d'or      | Hiromi Suzuki           | Japon          | 2 h 29 min 48 s |       |
| Médaille d'argent  | Manuela Machado         | Portugal       | 2 h 31 min 12 s |       |
| Médaille de bronze | Lidia Simon             | Roumanie       | 2 h 31 min 55 s |       |
| 4                  | Takako Tobise           | Japon          | 2 h 32 min 18 s |       |
| 5                  | Ornella Ferrara         | Italie         | 2 h 33 min 10 s |       |
| 6                  | Iris Biba               | Allemagne      | 2 h 34 min 06 s |       |
| 7                  | Sonja Krolik            | Allemagne      | 2 h 35 min 28 s |       |
| 8                  | Franziska Rochat-Moser  | Suisse         | 2 h 36 min 16 s |       |
| 9                  | Yelena Razdrogina       | Russie         | 2 h 36 min 37 s |       |
| 10                 | Nobuko Fujimura         | Japon          | 2 h 36 min 51 s |       |
| 11                 | Anuţa Cătună            | Roumanie       | 2 h 38 min 38 s |       |
| 12                 | Maria Polizou           | Grèce          | 2 h 39 min 10 s |       |
| 13                 | Franca Fiacconi         | Italie         | 2 h 39 min 53 s |       |
| 14                 | Christine Mallo         | France         | 2 h 40 min 55 s |       |
| 15                 | Elfenesh Alemu          | Éthiopie       | 2 h 41 min 00 s |       |
| 16                 | Grete Kirkeberg         | Norvège        | 2 h 41 min 05 s |       |
| 17                 | Maryse Le Gallo         | France         | 2 h 41 min 08 s |       |
| 18                 | Aurica Buia             | Roumanie       | 2 h 41 min 45 s |       |
| 19                 | Mariko Hara             | Japon          | 2 h 42 min 00 s |       |
| 20                 | Heather Turland         | Australie      | 2 h 42 min 12 s |       |
| 21                 | Rocío Ríos              | Espagne        | 2 h 42 min 18 s |       |
| 22                 | Judit Földing-Nagy      | Hongrie        | 2 h 42 min 21 s |       |
| 23                 | Angharad Mair           | Royaume-Uni    | 2 h 42 min 31 s |       |
| 24                 | Laura Fogli             | Italie         | 2 h 43 min 28 s |       |
| 25                 | Cheryl Collins          | États-Unis     | 2 h 43 min 42 s |       |
| 26                 | Olga Yudenkova          | Biélorussie    | 2 h 43 min 47 s |       |
| 27                 | Anna Villani            | Italie         | 2 h 43 min 58 s |       |
| 28                 | Sally Goldsmith         | Royaume-Uni    | 2 h 44 min 20 s |       |
| 29                 | Tomoe Abe               | Japon          | 2 h 45 min 19 s |       |
| 30                 | Nuţa Olaru              | Roumanie       | 2 h 47 min 12 s |       |
| 31                 | Elena Vinitskaya        | Biélorussie    | 2 h 47 min 57 s |       |
| 32                 | Manuela Veith           | Allemagne      | 2 h 48 min 45 s |       |
| 33                 | Asselefech Assefa       | Éthiopie       | 2 h 48 min 54 s |       |
| 34                 | Evelyne Mura            | France         | 2 h 48 min 57 s |       |
| 35                 | Danielle Sanderson      | Royaume-Uni    | 2 h 49 min 03 s |       |
| 36                 | Julia Kirtland          | États-Unis     | 2 h 49 min 43 s |       |
| 37                 | Anfisa Kosacheva        | Russie         | 2 h 50 min 29 s |       |
| 38                 | Grace de Oliveira       | Afrique du Sud | 2 h 50 min 36 s |       |
| 39                 | Gaëlle Houitte          | France         | 2 h 50 min 38 s |       |
| 40                 | Jeanne Peterson         | États-Unis     | 2 h 51 min 59 s |       |
| 41                 | Irina Timofeyeva        | Russie         | 2 h 53 min 01 s |       |
| 42                 | Panayota Nikolakopoulou | Grèce          | 2 h 54 min 03 s |       |
| 43                 | Lo Man Yi               | Hong Kong      | 2 h 54 min 59 s |       |
| 44                 | Alemitu Bekele          | Éthiopie       | 2 h 55 min 06 s |       |
| 45                 | Georgia Ambatzidou      | Grèce          | 2 h 56 min 58 s |       |
| 46                 | Marisol Vargas          | Mexique        | 2 h 58 min 22 s |       |
| 47                 | Carolyn Hunter-Rowe     | Royaume-Uni    | 3 h 01 min 01 s |       |
| 48                 | May Allison             | Canada         | 3 h 01 min 26 s |       |
| 49                 | Danuta Bartoszek        | Canada         | 3 h 01 min 30 s |       |
| 50                 | Rita Toto               | Afrique du Sud | 3 h 04 min 05 s |       |
| 51                 | Rosa Salinas            | Mexique        | 3 h 12 min 55 s |       |
| 52                 | Gina Liseth Coello      | Honduras       | 3 h 17 min 33 s |       |
| 53                 | Alexandra De Snoo       | Aruba          | 3 h 22 min 08 s |       |
| 54                 | Gulsara Dadabayeva      | Tadjikistan    | 3 h 30 min 45 s |       |
| —                  | Gadisay Edato           | Éthiopie       | DNF             |       |
| —                  | Fatuma Roba             | Éthiopie       | DNF             |       |
| —                  | Jane Salumäe            | Estonie        | DNF             |       |
| —                  | Alina Tecuta            | Roumanie       | DNF             |       |
| —                  | Sonia Maccioni          | Italie         | DNF             |       |
| —                  | Birgit Jerschabek       | Allemagne      | DNF             |       |
| —                  | Rosa Oliveira           | Portugal       | DNF             |       |
| —                  | Galina Baruk            | Biélorussie    | DNF             |       |
| —                  | Alena Mazouka           | Biélorussie    | DNF             |       |
| —                  | Alina Ivanova           | Russie         | DNF             |       |
| —                  | Nicole Carroll          | Australie      | DNF             |       |
| —                  | Anita Håkenstad         | Norvège        | DNF             |       |
| —                  | Josette Colomb-Janin    | France         | DNF             |       |
| —                  | Mary Alico              | États-Unis     | DNF             |       |
| —                  | Patty Valadka           | États-Unis     | DNF             |       |
| —                  | Maria Elena Reyna       | Mexique        | DNF             |       |
| —                  | Lucia Rendon            | Mexique        | DNF             |       |
| —                  | Flor Venegas            | Chili          | DNF             |       |
| —                  | Paraskevi Kastriti      | Grèce          | DNF             |       |
| —                  | Chrisoula Souma         | Grèce          | DNF             |       |

## Légende
Records et Performances
- AR : Record continental (area record)
- CR : Record des championnats (championship record)
- MR : Record du meeting (meet record)
- NR : Record national (national record)
- OR : Record olympique (olympic record)
- PR : Record paralympique (paralympic record)
- PB : Record personnel (personal best)
- SB : Meilleure performance personnelle de la saison (season's best)
- WL : Meilleure performance mondiale de l'année (world leader)
- WJR : Record du monde junior (world junior record)
- WR : Record du monde (world record)

Circonstances et Conditions
- DNF : N'a pas terminé (did not finish)
- DNS : N'a pas pris le départ (did not start)
- DQ : Disqualification (disqualification)
- NM : Aucun essai valable enregistré (No Mark)
- Q : Qualifié « directement » au prochain tour (ou à la prochaine compétition), lors d'une compétition majeure, grâce au classement ou à la réalisation des minima (automatic qualifier)
- q : Qualifié au prochain tour (ou à la prochaine compétition), lors d'une compétition majeure, grâce au repêchage ou à la réalisation de l'une des meilleures performances parmi celles des « non qualifiés directement » (grâce au meilleur temps ou à la meilleure distance par exemple) (secondary qualifier)